# Dyan Cannon
Dyan Cannon (Tacoma (Washington), 4 januari 1937) is een Amerikaanse actrice, regisseur, producer, scenarioschrijver en filmmonteur.

## Biografie

### Carrière
Cannon werd geboren in Tacoma als Samille Diane Friesen. Haar vader was baptist en haar moeder een uit Rusland geëmigreerde joodse. Ze begon haar acteercarrière eind jaren vijftig.
In 1969 speelde een van de grote rollen in de film Bob & Carol & Ted & Alice, een film over seksuele revolutie waarin ze Alice speelde. Ze kreeg een Oscarnominatie voor deze rol en ook twee Golden Globe nominaties. In de jaren zeventig waren haar rollen minder succesvol, hoewel ze in 1971 nog een Golden Globe nominatie kreeg voor haar rol in Such Good Friends. In 1976 was ze de eerste actrice die ooit een Oscarnominatie gekregen had die ook genomineerd werd voor beste kortfilm. De kortfilm Number One werd geregisseerd, geproduceerd, geschreven en gemonteerd door Cannon. Het was een verhaal over volwassen seksuele nieuwsgierigheid.
In 1978 speelde ze in de film Revenge of the Pink Panther en in de film Heaven can wait met Warren Beatty, Julie Christie en James Mason. Deze rol leverde haar een tweede Oscarnominatie op voor beste vrouwelijke bijrol en ze won in deze categorie de Golden Globe.
In de jaren tachtig en negentig verscheen ze in verschillende tv-films. Ze speelde ook gastrollen in populaire series zoals Diagnosis Murder van 1997 tot 2000 had ze een bijrol in advocatenserie Ally McBeal als rechter Whipper Cone. Deze rol speelde ze ook één aflevering in The Practice, een andere advocatenserie die zich ook in Boston situeerde.

### Privé
Van 1965 tot 1968 was ze getrouwd met de legendarische acteur Cary Grant, die 33 jaar ouder dan zij was. Voor hun huwelijk woonden ze al drie jaar samen. Op 26 februari 1966 werd hun dochter, Jennifer Grant, geboren. Zij is ook actrice. De scheiding werd uitgesproken op 21 maart 1968, maar de strijd over het hoederecht van Jennifer ging nog jaren voort. In 1972 vertelde ze aan een journalist dat ze in therapie zat. In 1985 hertrouwde ze met producer Stanley Fimberg en scheidde in 1991 van hem.
Haar broer is jazzmuzikant David Friesen. Op 12 augustus 2008 werd haar eerste kleinkind, Cary Grant II geboren.